# Вылчанов, Рангел
Ра́нгел Петро́в Вылча́нов (болг. Рангел Петров Вълчанов; 12 октября 1928, Кривина, Болгария — 30 сентября 2013, София, Болгария) — болгарский кинорежиссёр, сценарист и актёр. Академик Болгарской АН (2012).

## Биография
Начинал как рабочий. В 1952 году окончил режиссёрский факультет (курс Бояна Дановски) Высшего института театрального искусства (София) и стал работать актёром и ассистентом режиссёра на киностудии Бояна. В 1958 году дебютировал как режиссёр («На маленьком острове»). В 1970—1972 годах работал в Чехословакии. Член Европейской киноакадемии.

## Избранная фильмография

### Режиссёр
- 1958 — На маленьком острове / На малкия остров
- 1960 — Первый урок / Първи урок
- 1962 — Солнце и тень / Слънцето и сянката
- 1963 — Инспектор и ночь / Инспекторът и нощта
- 1963 — / Търси се спомен (к/м)
- 1965 — Волчица / Вълчицата
- 1966 — Джесси Джеймс против Локума Шекерова / Джеси Джеймс срещу Локум Шекеров
- 1967 — Путешествие между двумя берегами / Пътешествие между два бряга
- 1969 — Эзоп / Езоп (Болгария—Чехословакия)
- 1970 — Лицо под маской / Лице под маска (Болгария—Чехословакия)
- 1971 — Шанс / Шанс (Чехословакия)
- 1973 — Бегство в Ропотамо / Бягство в Ропотамо
- 1975 — Следователь и лес / Следователят и гората
- 1978 — С любовью и нежностью / С любов и нежност
- 1979 — Лакированные ботинки неизвестного солдата / Лачените обувки на незнайния воин
- 1983 — Последние желания / Последни желания
- 1986 — Куда вы едете? / За къде пътувате
- 1988 — А теперь куда? / А сега накъде?
- 1989 — Разводы, разводы… / Разводи, разводи (киноальманах)
- 1990 — Беспокойная птица любви / Немирната птица любов
- 1993 — Роковая нежность / Фатална нежност (Болгария—Франция)
- 2007 — А ныне куда? / А днес накъде?

### Сценарист
- 1965 — Волчица / Вълчицата (с Хаимом Оливером)
- 1966 — Джесси Джеймс против Локума Шекерова / Джеси Джеймс срещу Локум Шекеров
- 1967 — Эсперанса / Есперанца (анимация)
- 1970 — Лицо под маской / Лице под маска (Болгария—Чехословакия)
- 1971 — Шанс / Шанс (с Ивой Герциковой[чеш.], Чехословакия)
- 1973 — Бегство в Ропотамо / Бягство в Ропотамо (с Борисом Априловым)
- 1975 — Следователь и лес / Следователят и гората
- 1979 — Лакированные ботинки неизвестного солдата / Лачените обувки на незнайния воин
- 1986 — Куда вы едете? / За къде пътувате
- 1988 — А теперь куда? / А сега накъде? (с Георги Данаиловым[болг.])
- 1989 — Разводы, разводы… / Разводи, разводи (киноальманах)
- 1990 — Беспокойная птица любви / Немирната птица любов
- 1993 — Роковая нежность / Фатална нежност (Болгария—Франция)
- 2007 — А ныне куда? / А днес накъде? (с Георги Данаиловым[болг.])

### Актёр
- 1951 — Тревога / Тревога — Бойко
- 1951 — Утро над Родиной / Утро над родината — Стойчев
- 1954 — Песня о человеке / Песен за човека — Лесев
- 1956 — Димитровградцы / Димитровградци
- 1956 — Экипаж «Надежды» / Екипажът на «Надежда» — моряк
- 1956 — Пункт первый повестки дня / Точка първа — участник съёмок фильма
- 1956 — Две победы / Две победи — Ламби Бушона
- 1962 — Солнце и тень / Слънцето и сянката — человек на пляже
- 1963 — / Търси се спомен — читает авторский текст (к/м)
- 1964 — Отпуск репортёра / Невероятна история — Зарков
- 1966 — Джесси Джеймс против Локума Шекерова / Джеси Джеймс срещу Локум Шекеров
- 1969 — Эзоп / Езоп (Болгария—Чехословакия)
- 1990 — Карнавал / Карнавалът — режиссёр
- 1990 — Беспокойная птица любви / Немирната птица любов — архиепископ
- 1993 — Нечто в воздухе / Нещо във въздуха
- 1997 — Рекет / Racket (мини-сериал)
- 2002 — Рапсодия в белом / Рапсодия в бяло — председатель комиссии
- 2005 — Украденные глаза / Откраднати очи — Луд
- 2007 — А ныне куда? / А днес накъде?
- 2009 — Раки / Раци

## Награды
- 1960 — номинация на «Золотую пальмовую ветвь» 13-го Каннского кинофестиваля («Первый урок»)
- 1962 — приз ФИПРЕССИ кинофестиваля в Карловых Варах («Солнце и тень»)
- 1976 — номинация на «Золотого медведя» 26-го Берлинского международного кинофестиваля («Следователь и лес»)
- 1981 — Народный артист НРБ
- 1987 — номинация на Золотой приз XV Московского международного кинофестиваля («Куда вы едете?»)
- 1999 — орден «Стара-планина» I степени
- 2008 — орден Святого Паисия Хилендарского
- 2008 — орден «Святые Кирилл и Мефодий» на цепи

## Интересные факты
Дочь Анна. Зять Велислав Минеков — министр культуры в правительстве технократов (2021)